# スペイン人
スペイン人（スペインじん、西: el pueblo español）は、ヨーロッパ南西部のイベリア半島の国家スペインの国籍保持者もしくはその住民。
スペイン国家の住民を表す用語として、los pueblos de España（スペイン国家の諸民族）なる表現もしばしば用いられる。

## 概要
スペインという国の成立は、西欧主要国の中でも比較的古い部類に入る。しかしスペイン人という民族グループの成立は、統一の立役者としてスペイン人を自負するカスティーリャ王国の住民と、その過程で失われた国々（カタルーニャ君主国、ナバラ王国など）の住民という対立軸から、今日に至るまでスペイン国民全体を纏める存在にはなり得ていない。またスペイン人（カスティーリャ人）の間でも、初期からのカスティーリャ王国住民と、後々に併合された国（アラゴン王国・レオン王国）や、レコンキスタが完成するまでの長期間をイスラム圏で過ごしたアンダルシア地方の住民とで、文化的な対立が存在している。
現在のスペインをおおむね含む体制が成立したのは1469年のカスティーリャ・アラゴン連合の成立、及び同国による1492年のレコンキスタ完了によってとなる。だがあくまでも中世・近世的な領域拡大であって、集権的な国民国家が形成された訳ではなかった。そのような試みが行われるのは18世紀頃に入ってからであるが、中央集権を行うには地方勢力を抑えられるだけの牽引力が必要となるにもかかわらず、カスティーリャ人の領域であるイベリア半島中央部は広大ながら貧しい地域であった。産業革命が起きると、沿岸部のカタルーニャと資源地帯のバスク地方が発展する一方、双方を持たないカスティーリャは一層に弱体化した。そもそもスペインという枠組みも相次いで植民地を失う中で（以前に得ていた植民地からの利益は浪費により失われた）、国際的な権威を失墜させていた。
地方勢力の不満と国家主義者の危機感は、スペイン内戦を引き起こした。内戦を制したフランシスコ・フランコ政権下で推し進められた国家主義は、地方の民族主義を徹底して弾圧した。しかし逆に、スペイン人と対立する民族への帰属心を一層に強める効果ももたらし、やがてフランコ死後に成立した自由主義政権では、各民族運動の議会進出が進んだ。民主化後のスペインは、フランコ政権時代の反省から自治権の拡大などの政治的譲歩に応じ、1978年に制定された新憲法（スペイン民主化憲法）に「憲法は地方の自治と団結を保障する」との文章が記載された。
自治権は多くのスペイン主義者や地方主義者の穏健派に受け入れられたが、過激な国家主義者達は自治権をスペイン国家解散への前哨と批判して、政府と地方運動の双方を攻撃した。また地方運動の強硬派も、完全な独立を阻止しようとする飴玉だと批判、政府と自派穏健派を攻撃した。この奇妙な対立が最も顕著に現れたのが、カタルーニャ州の更なる自治権拡大を定めた法案が議会で審議された時で、ほとんどの住民がこの法案に賛同する中、カタルーニャ独立運動の最強硬派は、「国家解体の第一歩」「スペインのバルカン半島化」と同法案を批判していた国家主義者グループと共に、この法案に反対していた。
上述の通り、地方民族の多くはスペインという国に関しては経済的・軍事的な連合体としては一定の評価を与えており、急速な独立や内戦には消極的である。しかしそれはあくまで、スペインが「多民族国家」であることが大前提であり、彼らの多くは最終的にスペインが連邦制国家や国家連合体へ変化することを望んでいる。スペイン政府が行った調査によれば、スペイン民族という概念に帰属心を持つスペイン国民は半数以下であった。

## 地方対立

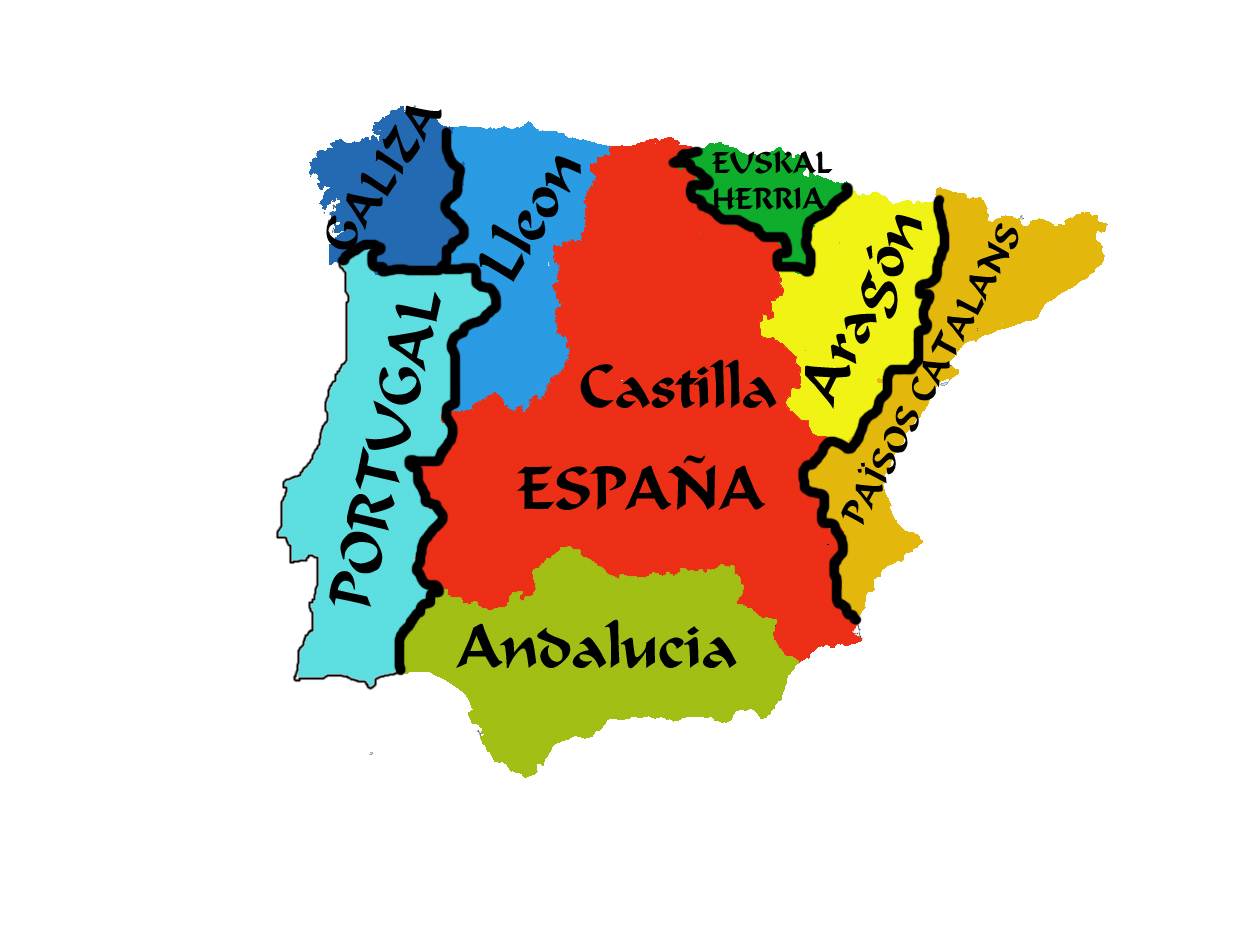
分離主義者が主張するイベリア半島の民族分布。この論に立つ場合、スペイン人は諸民族の大部分を統合する概念となる。

### カタルーニャ

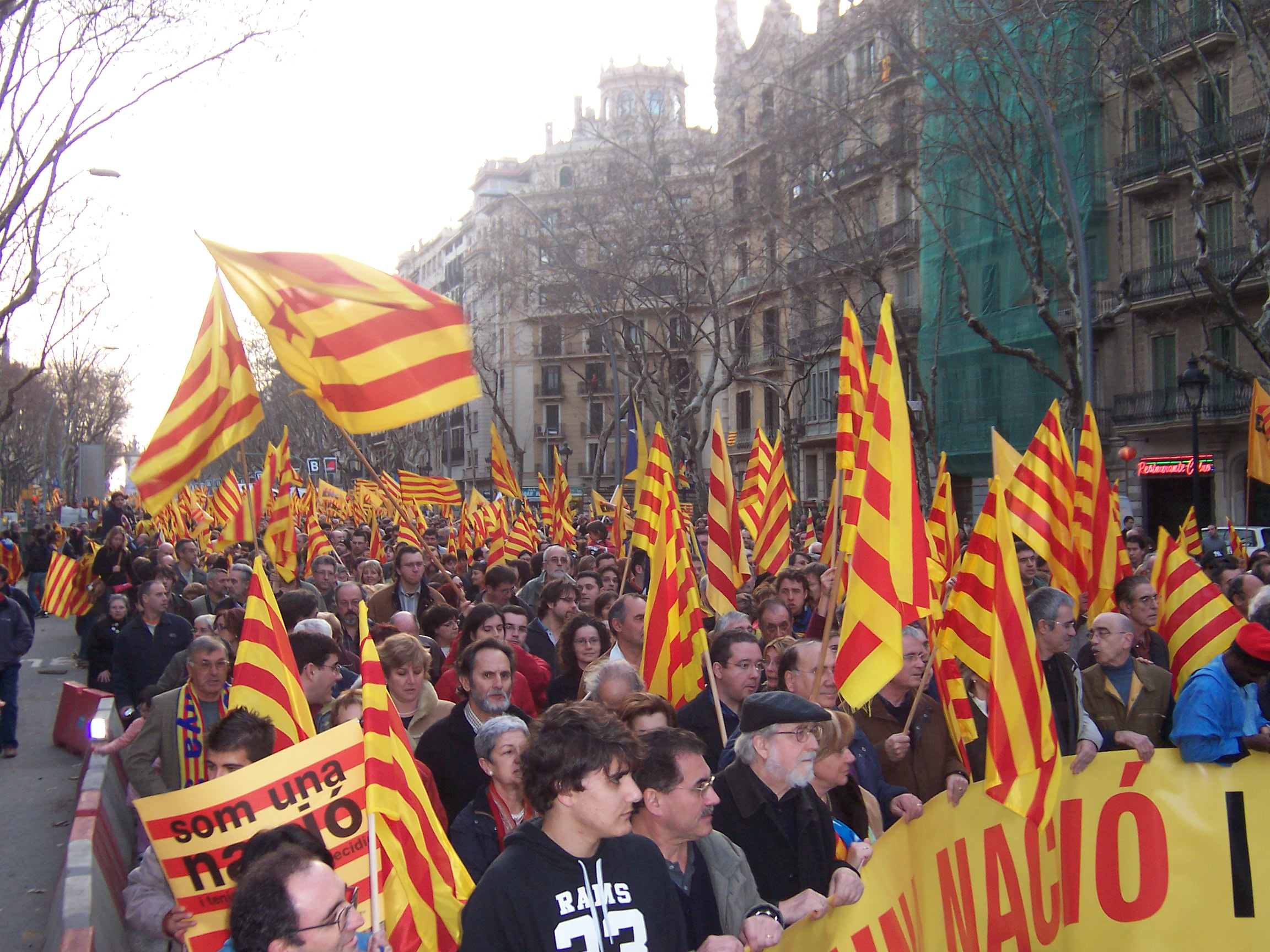
サニェーラを掲げて行進するカタルーニャ独立派のデモ隊。

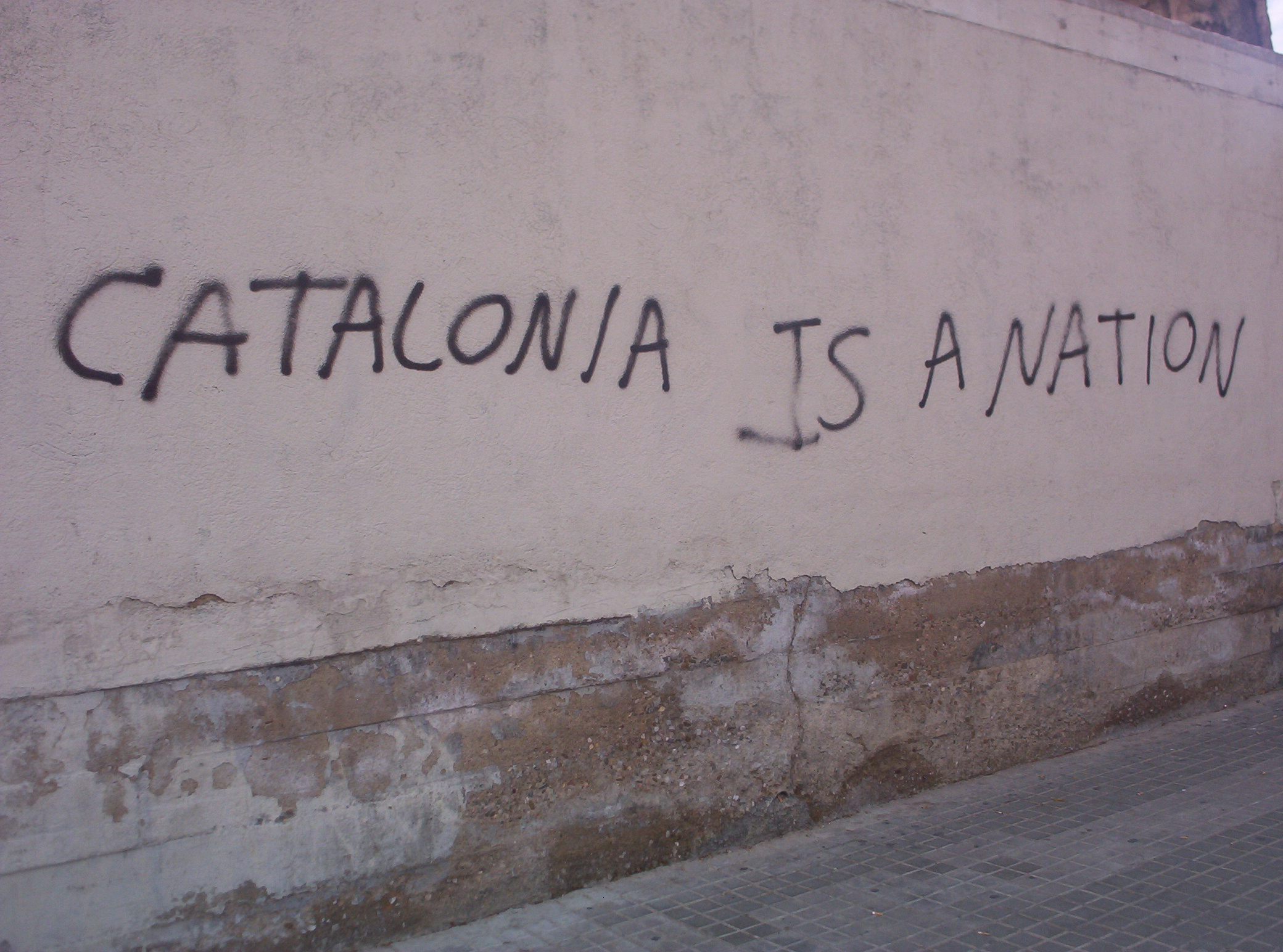
「カタルーニャはネーションである」、こうした落書きはさほど珍しいものではない。

カタルーニャ人の独立心の高さは、しばしばバスク人と共にスペインの地方運動の象徴として紹介される。カタルーニャ人自身もこうした運動を「カタラニスモ」と呼称し、ほとんどの住民が程度の差はあれど、カタラニスモに基づいた政治活動に賛同している。
カルタゴ共和国に起源を持つカタルーニャ地方は、古代においては他のイベリア住民と同じくローマ帝国の支配を受けてラテン人化され、中世ではフランク王国のイベリア北部占領でイスラム教徒の支配から早々に逃れた。フランク王がスペイン辺境伯領を設置すると、フランク領内の人材が一代限りの伯爵として派遣されることになるが、その中の一人であった南仏出身のギフレ1世多毛伯がバルセロナ伯位の世襲化に成功した。ギフレ1世多毛伯はカタルーニャの主流を占めていた南フランス系移民と旧支配層である西ゴート住民双方の血筋を引いており、同地に住まう人々を一つに纏めフランク王権や周辺国から独立した存在にするなど、今日のカタルーニャの基礎を築き上げた。カタルーニャ人のシンボルたるサニェーラも、ギフレ1世多毛伯が用いた紋章を元としている。
近世に入って大国化したカスティーリャ王国（スペイン王国）がナスル朝イスラム帝国を滅ぼしてレコンキスタを完成させると、程無くカタルーニャ君主国は独立を失って従属下に置かれた。だが民族意識の統合に不可欠である文化統一において、南フランスのオック諸語の影響を受けたカタルーニャ語を使い、レコンキスタ完成まで決してスペイン王国に合流しなかった歴史を持つカタルーニャは、異端以外の何者でもなかった。カタルーニャ人はたびたび反乱を起こしてはスペイン王国の悩みの種となり、特に1640年のカタルーニャ反乱は世界帝国に躍進していたスペインが凋落する一つの契機となった。
近代に入って衰退著しいスペイン王国が、リーフ戦争での醜態を遠因とする内乱に突入する（スペイン内戦）と、多くのカタルーニャ人は地方運動に理解を示していた共和国軍側について戦ったが、フランシスコ・フランコ将軍率いる反乱軍に敗れた。フランコ政権は国家主義的な政策を推進し、カタルーニャを経済的に優遇しつつカタルーニャ語の使用を禁止するなど、飴と鞭を使い分けての同化を進めたが、カタルーニャ人はむしろ一層に結束を固めた。フランコ没後の民主化によって、カタルーニャ人は大幅な自治権を与えられ、カタルーニャ語は明確にスペイン語とは異なる言語と認められた上で公用語の一つとされる。
現在もカタルーニャ人はスペインの地方運動において最も強硬で、地元議会で独立派・自治賛成派議員が多数を占める上に、カタルーニャ人の利益を代表する政党として結成された集中と統一の議員を中央政界に送り出している。バルセロナオリンピックでは、開会式でスペイン国旗以上にサニェーラを振り回す観客が多かったという逸話が残っている。

#### バレンシア
バレンシア地方はカタルーニャ地方の南部に相当する地域で、バレンシア人という独自の民族意識を有している。しかし言語面では、バレンシア語はカタルーニャ語の方言とされ、しばしば議論の対象となる。アンダルシアとカスティーリャの関係と類似していると言える。

### バスク

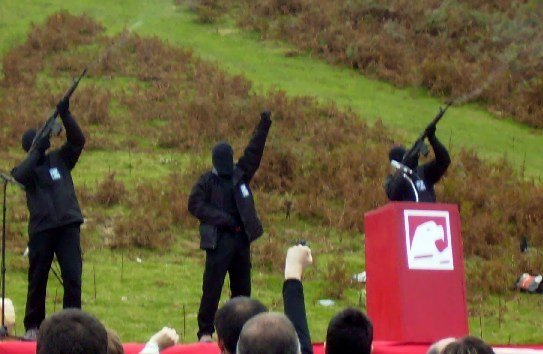
「バスク祖国と自由」（ETA）の構成員と支持者達。スペイン内戦でフランコ軍との戦いに殉じた独立派兵士の死を悼む式典を行っている。

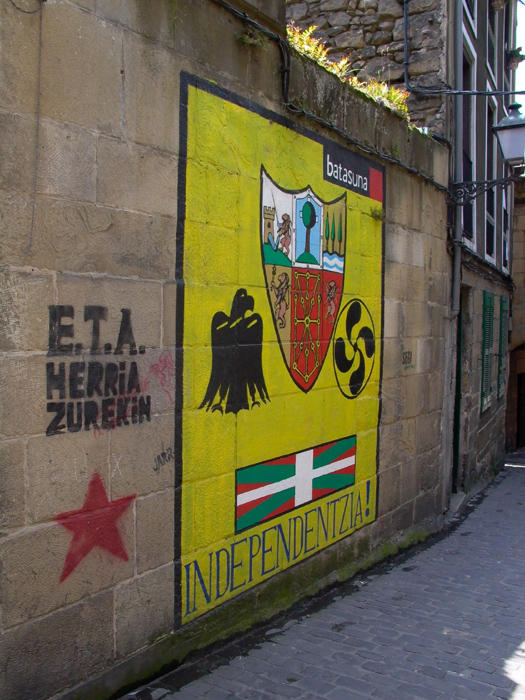
「バスク祖国と自由」（ETA）によって書かれた壁画。シンボルマークにナバラ王国の紋章が用いられているのがわかる。

彼ら自身の言葉で言えばエウスカディ人となるバスク地方の人々は、スペインのみならず世界に良く知られた独立精神を持っている。凄惨なテロ行為や内戦すら恐れない彼らの強烈な自尊心は、一般に知られる言語の特異性だけを理由としている訳ではない。むしろその言語の特異性を生んだ、古代から今日に至るまで一貫して他者と交わらず、征服者に抵抗してきた歴史が背景にある。
今日こそ領域・人口数共に少数派へと転じてはいるが、バスク人はイベリアで最も古くから存在している民族集団である。それは他のイベリア系諸民族がローマ帝国に飲み込まれラテン人化されていく中、ただ唯一事実上の独立を勝ち得ていた古代の時代が終わりを迎えてからのことになる。イスラム帝国やフランク王国など、ローマに代わる外国勢力が入り込み始めた中世初期、バスク人は族長イニゴ・アリスタに率いられてフランクとイスラム双方へ反旗を翻し、彼らを破ってバンプローナ王国を築いた。代を重ねてナバラ王国と名を改めたバスク人の国は、アリスタ王の血を引く大王サンチョ3世時代にイスラム勢の一部を従え、更に婚姻外交でアラゴン王国・カスティーリャ王国を併合してイベリア北部を席巻し、イベリア王の称号を得るほどの権勢を誇った。
また前後して、バンプローナから多くのバスク人が、フランク王国と微妙な関係にあった南フランスの一部地域に移住、これがきっかけとなってその地域はバスコニアなる独自勢力として台頭した。このバスコニアが後にガスコーニュの語源となり、ガスコーニュ語もバスク語とラテン語の混交により生じたとされている。
しかしナバラ王国は、サンチョ3世死後に4人の息子が分割相続したことでナバラ・アラゴン・カスティーリャに再分裂する。同じバスク人王家（ヒメノ王朝）によって治められた3国のうち、最初の宗主国であったレオン王国（アストゥリアス王国）を併合してレコンキスタを主導したカスティーリャ王国や、カタルーニャと連合して大勢力化したアラゴン連合王国の間に挟まれたナバラ王国は、元の勢威を取り戻すことが出来ないままに衰退する。近世にカスティーリャがイベリアを統一してスペイン王国が成立すると、隣国フランスとスペインの双方に分割併合され、バスク人は国家を失った。
近代に入って民族主義が勃興すると、バスク住民の間でも独立を回復しようとする機運が高まり始める。特にマヌエル・ラメンディにより広められたバスク国運動は、バスク地方が重工業化の成功で経済的に豊かになっていたが故に他地域の住人が移住し、地元住民と軋轢を引き起こしたのも後押しになって大いに盛り上がった。1923年にバスク民族主義党がリーフ戦争の動乱でクーデターを起こしたプリモ・デ・リベラ将軍に弾圧された際も、バスク青年団などの秘密結社が暗躍してバスク独立への工作を続けた。そして独裁政権後の人民戦線政府は自治政府の設立に同意し、バスク青年団のホセ・アントニオ・アギーレが初代大統領に選出された。
だが同年に人民戦線政府に反対するフランシスコ・フランコ将軍が反乱を起こし、スペイン内戦が発生する。内戦の最中、レンダカリに選ばれたホセ・アントニオ・アギーレはゲルニカにあるバスク人の聖地で「祖先の記憶と共に、私の職務を全うすることを誓う」と宣誓を行った。これによりバスク自治政府が成立、数百年ぶりにバスク人の独立が回復した。バスク人は恩義ある政府側について戦ったが、戦争は反乱軍の勝利に終わり、自治政府は海外に亡命し、再びバスク人は自由を失う。
フランコ政権ではバスク人は厳しく弾圧され、独自の文化や言語は禁止された。この弾圧下で急速に人心を得たのが1959年に結成されたバスク祖国と自由で、バスク民族主義党の強硬派からなる同組織は各地でテロ事件を引き起こし、スペイン人を震撼させる存在となる。政府側もテロリスト掃討作戦を繰り返し、報復の応酬が際限なく繰り返される中で、一層にバスク人の民族主義は強固な物へと変化していく。
フランコ死後の民主政権下でバスク自治政府が復活したことで、この戦いには一応の決着が付いたものの、大バスク主義的な「バスク人領域の拡大」「完全な独立」も意見として残っており、これを背景としてバスク祖国と自由もテロ行為を継続している。2006年には同組織が武装解除に応じるとの報道がなされたが、まだ先行きは不透明である。

#### ナバラ
ナバラは伝統的にスペイン化された人々が多く、必ずしもバスク主義運動には賛同しない傾向がある。歴史的にもバスクの他地域と異なる歴史を有し、他地域とは距離を置いている。民主化後に自治州形成の際、他地域（今日のバスク州にあたる）と共同での自治州形成の動きもなかったわけではないが、結果ナバラ単独での自治州形成となった。

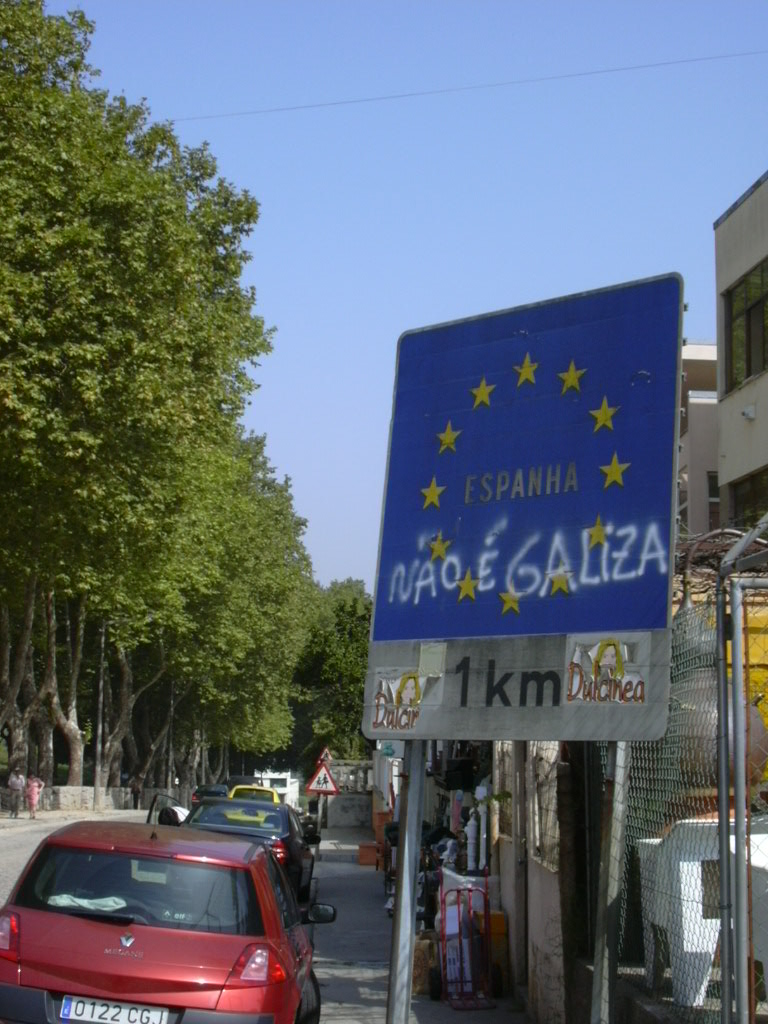
「Espanha」と書かれた看板に「não é Galiza」と 落書きされている。2つを続けて読むと「Espanha não é Galiza」（『ガリシアはスペインではない!』）になる。

### ガリシア
「ガリシア」の名がローマ統治時代に存在したケルト系のガラエキア人に由来する所からわかるように、この地域はローマの支配下にあってなお、それ以前にいたケルト人の勢力や文化が強く保存された地域であった。中世にはゲルマン系とされるスエビ人がこの地にスエビ王国を建てた。この地のイスラム教徒支配は非常に短期間であったため、他に比べイスラム文化の痕跡は非常にわずかで、こうした要素はイスラム文化の影響が強い他地域と明らかに異なる文化をガリシア人に与えていった。
ガリシアでの民族主義的運動はまず、文学の分野から始まった。19世紀には、中世にトロバドールの言語として一時代を築いたガリシア語に再び光を当て、民族の誇りを取り戻そうとする文芸復興運動「レシュルディメント」が生まれた。この運動は文学面にとどまらず、やがて政治運動へと発展していった。20世紀にはいるとガリシア語協会が設立され、この動きはやがて「ガレギスモ」へと続き、さまざまな政党が設立されたがスペイン内戦後の独裁権下で弾圧された。ガリシア人を初めとする地方民族を弾圧したフランシスコ・フランコはガリシアのフェロルの出身であった。
政治運動としてのガリシア民族主義は、バスクやカタルーニャに比べればその力は弱い。それは政党の議席数からも明らかである。それはガリシア民族主義がもっぱら政治的には左翼陣営によっているからでもある。ガリシアでは、国民党の地域支部である、ガリシア国民党が第1党、それに社会労働党の地域支部ガリシア社会主義者党が続き、左翼民族主義政党のガリシア民族主義ブロックは第3党にすぎない。それは主に、ガリシア人の居住分布と関係があると考えられる。ガリシアは一部の都市の中心市街地を除けば、住民は多数の小規模の集落に分散して居住している。また、基本的に農村型社会であるため、自治体内のパロキア（教区）やパロキア内のアルデア（集落）および、より小さな居住地区での人間関係が非常に強い。このことは、現在でも一部の方言地域ではあるが、排他的な1人称複数代名詞、2人称複数代名詞が存在していることからもうかがわれる。そのため、民族としてのガリシアと同等、あるいはそれ以上に、そのミクロな単位への帰属意識が強い場合も少なくなく、多くのガリシア人は、自己の帰属意識として、居住地区、アルデア、パロキア、自治体、県、ガリシア州という具合に、より身近な単位から、同心円的にアイデンティティを形成している。そして、その延長としての「連合体としてのスペイン」「スペイン国家の国民」としての「スペイン人」については多くのガリシア人は否定していない、が「民族としてのスペイン人」については否定している。また独立論者、分離主義者も存在するが、その出身は一部の地域に偏っていると言われ、多数派ではない。また、ガレギスモの流れを汲む民族主義者は、現在ガリシア民族主義ブロックという政党を形成し、政治において一定の勢力を有するものの、その内部は、基本的に左翼主義者であるものの、さまざまな政党グループの集合体で、カタルーニャやバスクほどの影響力を有していない。
ガリシア人は独自性の要である言語の面で、スペインの隣国ポルトガルのポルトガル語と類似する部分が多く、言語学的に両者の元となった言語（ガリシア・ポルトガル語、あるいは中世ガリシア語や古ポルトガル語などの呼称もある）は古代ローマの属州ガラエキアで話されていた俗ラテン語が元になっている。この言語は、現在のガリシア州にアストゥリアス、レオン地方のガリシア隣接地域、およびドウロ川以北の北部ポルトガルで話されていた。ポルトガル王国の独立によって政治的に分断された結果、またレコンキスタの進展でこの言語が南部ポルトガル語に移植された結果、ガリシア語とポルトガル語（標準ポルトガル語）の間には徐々に違いが生じて行った。ゆえに、ガリシア人の中にはスペインから分離してポルトガルと合同しようとする運動もわずかながらあるが、現在ほとんど政治的に力を持たない。これもスペインにおける分離運動の一種と呼べるが、「ガリシア民族」を否定することにつながるため、ガリシア内の民族主義者とは対立する場合が多い。また、ガリシアを含むカスティーリャからポルトガルが12世紀に分離独立して以降、1000年近い年月が経過しており、言語以外の面でもガリシア人とポルトガル人の間では文化的にも政治的にもかなりの違いが見られることから（たとえばポルトガルはその歴史上ブラジルやアフリカとのつながりが強いが、ガリシアはアルゼンチンやベネズエラなどとのつながりのほうが強い）、ポルトガルとガリシアとの間での統一アイデンティティの構築はかなり困難である。また経済面を考慮すると、スペイン内にとどまるほうが有利であるとの見方もある。
ガリシアには呼称についての問題が存在する。現在の州名の正式な呼称はガリシア（ガリシア語: Galicia [ɡaˈliθjɐ]）であるが、ガリサ（ガリシア語: Galiza [ɡaˈliθɐ]）なる呼称も存在する。ガリサは主に、ナショナリスタ、左翼主義者、分離主義者などが好んで使用する。州名の正式名はガリシアであるが、現在の規範ではガリサの使用も認められている。ともに、古代ローマの属州ガラエキアに由来するが、中世の文書にはガリサと記されている場合のほうが多い。

### カナリア
カナリア諸島は先史時代の時点で何らかの文化グループが存在していた歴史ある地域であるが、同地を探索したカルタゴ人の航海者が「無人の遺跡のみが残る」と書き残しており、古代に至る前に一度滅んだものと思われている。その後、島は何時ごろからか移民を開始したベルベル人が支配するようになるが、近世時代にノルマン人系のフランス貴族ジャン・ド・ベタンクールに占拠され、彼はベルベル系の先住民（グアンチェスと呼ばれるようになっていた）を支配下に置き、カスティーリャ王国から「カナリア王」の称号を得た。代償にスペイン人（アンダルシア系が多数を占めた）を多数移民させ、先住のグアンチェスは激しい弾圧に晒された。
後にベタンクールがポルトガル王国に同地を売り渡したため、今度はポルトガル人が大挙して移民し、これが契機になりポルトガルとスペインが戦争に突入した。戦争はスペインの勝利に帰し、以降スペインの隷属化に置かれることになり、グアンチェスやポルトガル人、ヴァイキングはアンダルシア人に取り込まれて消失していった。しかし完全にその痕跡が消えたというより、むしろそれはカナリア系スペイン人の独自性として転化したというべきで、島国としての閉鎖性も相まって、本土のスペイン人とは異なる帰属心を形成していった。政治的にも離れた地域であるために比較的容易に自治権を達成したが、フランコ政権時代に剥奪された。
現在は自治権を回復しており、地方運動も独立運動というよりも、それを理由とした経済支援を目当てにしている部分があるとされる。とはいえ、同じ島国ながらカタルーニャ主義者かスペイン主義者（エスパニョル）のいずれかしかいないバレアレス諸島の住人に対し、カナリア諸島の住人はカナリア民族としての部分を意識していることは紛れもない事実である。

### アンダルシア

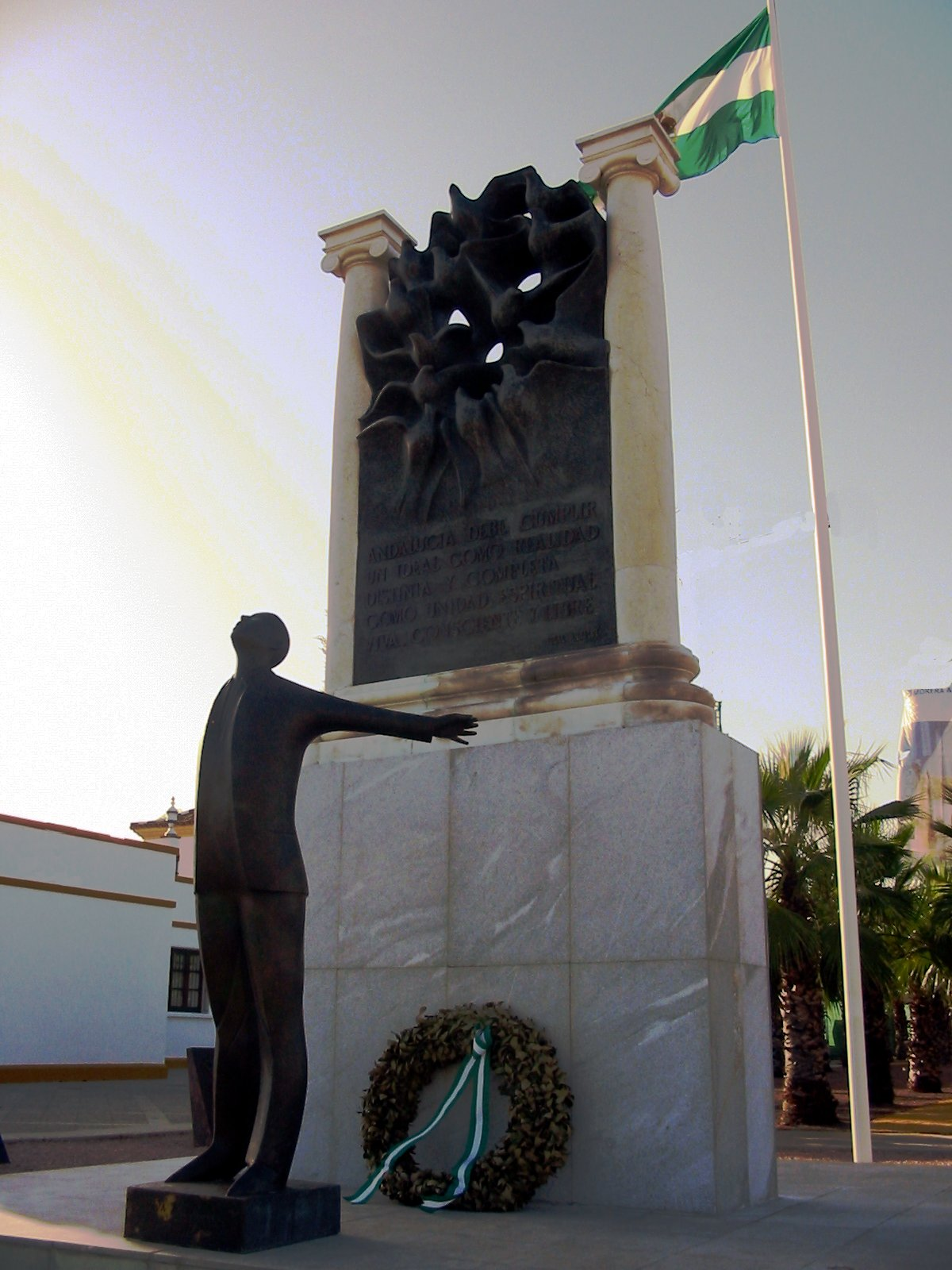
アンダルシア人の「国父」、歴史学者ブラス・インファンテの銅像。彼の功績と殉死を示したオブジェの傍にはアンダルシア旗が立てられている。

イベリア半島は中世時代を通して、欧州におけるイスラム教とキリスト教の戦いの最前線であった。西ローマ帝国の崩壊から程無くして、中東と北アフリカを席巻したウマイヤ朝イスラム帝国はイベリアに上陸し、一時はイベリアのほとんどを征服するほどの猛威を振るった。トゥール・ポワティエ間の戦いでフランク王国を初めとした西欧諸侯軍に敗れたため、彼らはイベリア半島と他の西欧を隔てるピレネー山脈を越えることは出来なかった。その後、在地のキリスト教勢力の反撃（レコンキスタ）と内乱で徐々にイスラム帝国は南方へと追いやられ、最終的には滅ぼされるが、それは裏を返せば地理的に南であればあるほどイスラム文化が深く浸透しているということでもあった。大きな目で見ればイベリア全土が多かれ少なかれイスラムの影響を受けている（ナポレオンが「ピレネーを越えればそこはアフリカだ」と揶揄するなど、キリスト教価値観を根底に置く他のヨーロッパからは異端視されがちである）が、その中でもとりわけアンダルシア地方は最後までイスラム帝国の牙城であった土地であるため、色濃くイスラム支配の痕跡が残り、時に同じイベリア住民からも異端視される独自性を育んでいった。
アンダルシアで民族運動が過熱するのは19世紀からのことで、その前身は無政府主義という形で現れていた。イサベル2世の治下で最も勢いを得た無政府主義者達の反スペイン運動は、アマデオ1世退位後の第一共和制を経て、次第にアンダルシア人の民族主義に基づいた運動へと変化を見せ、1883年にはスペインを合衆国にし、アンダルシアをその構成国の一つとする憲法草案が出されている。1918年には歴史学者ブラス・インファンテがアンダルシア国旗と紋章を制定し、それを旗印としたアンダルシアの地域政党を旗揚げする。彼はアンダルシア人の自治運動を組織化し、大きな成果を収めたことから今日「アンダルシアの国父」と賞賛されている。フランコ政権下でインファンテは処刑されたが、決してアンダルシア人の自尊心が失われることは無く、最後まで同化されなかった。
民主化を達成した後、ガリシア語やカタルーニャ語が公用語の地位を得ていく中、アンダルシア語は方言としての地位に留め置かれるなど不遇の地位にあり、たびたび大規模なデモや暴動が発生している。2005年、アンダルシア州政府が自治法を修正する際、アンダルシアを「国家」とする部分を「歴史的国籍」という微妙なニュアンスに変更した時にも大きな批判が寄せられ、アンダルシア人の完全な民族的独立への希望が失われていないことを示した。2月28日はその自治法が制定されたことを祝って「アンダルシアの日」とされ、その日はアンダルシアの各地でアンダルシア州歌が歌われる。「アンダルシア人よ立ち上がれ、我らの地と自由のために、長き戦いの後に、白と緑の旗を再び掲げよ…」の歌いだしから始まるこの歌は、アンダルシア人の精神を率直に歌い上げていると言えよう。

### カスティーリャ
今日の「スペイン」および「スペイン人」「スペイン語」は、ひとえにカスティーリャ王国が諸国を統一したからこそ存在する概念であり、その文化的統一も他民族をカスティーリャ人の文化に染めることで成立したと言っても良い。しかし、だからといって、必ずしも全ての「カスティーリャ人」がスペインという概念に賛同しているとは限らない。
その例として、スペイン語の呼称問題がある。地方主義者はスペインの言語的多様性を無視しているとしてカスティーリャ語をスペイン語と呼ぶことに批判的であるが、当のカスティーリャ語の話者からも同様の声が聞かれることがある。その多くはカスティーリャ語圏の左派勢力で、彼らはスペインはカスティーリャの帝国主義者と王家が生んだ「誤った産物」であり、解消されねばならないと主張している。またカスティーリャ人にとっても、スペインに属することは他文化の流入で自文化を見失いかねないとも批判している。もとより地方分権運動は左派的なものであり、左翼勢力と地方民族主義が結びつくのは珍しいことではない（アイルランドのIRAやバスク祖国と自由、スコットランド国民党なども社会主義を基調としている）。

#### ムルシア
ムルシア州はタイファというイスラム系諸国からの影響を強く引き継いでおり、ある程度の独立主義の運動が存在する。話される言語はカスティーリャ語に含まれるが、アラビア語の影響が非常に強い。

#### エストレマドゥーラ
エストレマドゥーラ州で話される言葉はエストレマドゥーラ語という独立言語に分類されている。だがこの地域ではアンダルシア地方とは逆に、言語・文化ではカスティーリャと遠いながらも地方運動は余り盛んではない。

#### カンタブリア
カンタブリアこの地域は伝統的にカスティーリャ地方に含まれてきたが、レオン地方やバスク地方との十字路であったことから独自の文化を育んでいる。独立主義の政党が存在する。

### アラゴン
アラゴン人は、中世に建国されたアラゴン王国と、その治世下で用いられたラテン語の方言（アラゴン語）により定義される。古来からバスク人、カタルーニャ人、そしてカスティーリャ人と多くの異民族との連合や支配を経てきたが、そのいずれにも染まることはなかった。近世にはアラゴン連合王国がシチリアやギリシャにも領土を持つ大国に成長するが、やがてカスティーリャ王国に飲み込まれ、独立の気運を失っていった。
フランコ政権下でアラゴン人は徹底的に弾圧され、アラゴン語はカタルーニャ語とは異なり、その勢威を保つことが出来なかった。フランコの支配が終わった現在では、アラゴン人の10%しかアラゴン語を話せないという苦境に立たされてしまっている。しかしこうした弾圧は逆に、眠っていたアラゴン人の独立精神を呼び覚ますことになり、隣国カタルーニャの影響もあってか、アラゴンでは盛んに独立運動が進められ、地域政党が議席を獲得している。

### アストゥリアス（レオン）
アストゥリアス王国（レオン王国）は、後に統一国家となるカスティーリャの旧宗主国として知られている。ゴート人の亡命貴族ペラーヨがアストゥリアス族（現地の在来部族）を率いて建国した同国は、最初にイスラム勢力に反旗を翻したイベリア人国家でもあり、レコンキスタを「スペイン人（あるいはイベリア住民全体）の団結」と「イベリアのヨーロッパ回帰」と考えるスペイン王国にとって、同国の系譜を引くことは政治的に重要な事柄だった。スペイン王太子がアストゥリアス公を称する習慣もこれに由来している。
しかし当のアストゥリアス人は、上記の功績を強い誇りとしつつも、自分たちの祖先の功績をスペイン人の事績とされるのを必ずしも快くは思っていない。民主後の改革においても、アストゥリア語がスペイン語の方言である疑いがあるとされたり、スペイン全州が自治州に移行した際にもアストゥリアス人の居住区だけがアストゥリアス州他幾つかの州に分断されるなど、露骨に冷遇されていることがその傾向に拍車をかけている。2007年には「レオン・アストゥリアス自治州」設立を求めるデモが発生し、同年にはレオン民族連合が地方選挙で10%以上の得票を得て躍進した。

## ロマ人
スペインは、ヨーロッパでも最大級の規模、おそらくルーマニアに次いで2番目に多いロマ人を抱えているが、恐怖、恥、差別、「ジプシー」という烙印を押されるのを免れようとして、多くのロマ人が出自を隠しているため、正確なロマ人の人口を把握することは困難であり、スペインにおけるロマ人の人口は、約80万人、約57万人から約110万人、約80万人から約97万人、約50万人から約100万人ともいわれる。欧州評議会は2010年度調査で、約72万5千人のロマ人がスペインに住んでおり、スペイン全人口の約1.57%がロマ人と推計している。ある研究では、スペインのコミュニティを調査したところ、住民100人あたり1.87%がロマ人であったことから、約110万人と推計している。被抑圧民族協会は、約150万人のロマ人がスペインに住んでいると推計している。